# Tercera División B de Chile 2016
El Campeonato de Tercera División B 2016, correspondió al 30.º torneo de la Tercera División B de la serie E del fútbol chileno y fue organizado por la Asociación Nacional de Fútbol Amateur de Chile (ANFA). Comenzó el 28 de mayo. En cuanto a las escuadras nuevas, estas fueron 9: Academia Fútbol Joven Quilicura, Provincial Ovalle, Buenos Aires de Parral, Campos de Batalla, Real Maipú, Deportivo Hirmas, Deportes Pirque, Deportivo La Granja y Municipal Santiago. Todos estos realizaron su debut en la Copa Absoluta 2016, mientras que los clubes Juventud Puente Alto y El Olam, quienes descendieron la temporada pasada, no fueron aceptados para este año. Además, para esta temporada no participaron los clubes Deportes Tocopilla, Gendarmería e Incas del Sur, quienes decidieron retirarse de la competición. Villa Ríos decidió no participar en la Copa Absoluta, por lo que tampoco estuvo presente en el Campeonato Oficial. Los clubes debutantes se sumaron a los restantes 17 provenientes de la temporada anterior, que en conjunto formaron la Tercera División B.

## Sistema
La competencia de Tercera División "B", se inició el fin de semana correspondiente al 28 de mayo del 2016, siendo la fecha de término, en el mes de diciembre.
- Primera Fase: Los 26 equipos de la categoría se dividieron en 2 grupos: el Grupo Centro-Norte y el Grupo Centro-Sur , en donde se enfrentaron entre sí, en un total de 26 fechas (13 fechas por rueda) en ambos grupos. Finalizada esta fase, clasificaron los 3 mejores de cada grupo a la Segunda Fase. Los clasificados obtuvieron una bonificación de +3, +2 ó +1 puntos dependiendo de la posición en la que finalizaron en su grupo.

- Segunda Fase: Los 6 clasificados se enfrentaron en un solo grupo, jugándose 2 ruedas de 5 fechas cada una. Al final de las 10 fechas, el equipo que resultó primero del grupo, ascendió a la Tercera División A  para el año 2017, llevándose además el título de Campeón; mientras que el equipo que terminó en segundo lugar, también ascenderió de forma automática a la Tercera División A, como el subcampeón del torneo.

- Descenso: Los últimos de cada grupo de la primera fase, desciendieron a su asociación de origen.

1. En el campeonato se observará el sistema de puntos, de acuerdo a la reglamentación de la Internacional F.A. Board, asignándose tres puntos, al equipo que resulte ganador; un punto, a cada uno en caso de empate; y cero punto al perdedor.

El orden de clasificación de los equipos, se determinará en una tabla de cómputo general, de la siguiente manera:
- La mayor cantidad de puntos.

En caso de igualdad de puntos de dos o más equipos de un mismo grupo, para definir una clasificación, sea esta en cualquier fase, ascenso y descenso, se determinará de la siguiente forma:
- La mayor cantidad de partidos ganados.
- La mejor diferencia de goles.
- La mayor cantidad de goles marcados.
- La mayor cantidad de goles marcados como visita.
- El que hubiera acumulado mayor puntaje en los enfrentamientos que se efectuaron entre los clubes que se encuentran en la situación de igualdad.
- En caso de persistir la igualdad, se desarrollará un partido único en cancha neutral, determinada por la División (Art. 182 y 189 del Reglamento ANFA).

## Postulantes
En esta tabla se muestra a los 14 equipos postulantes a la 30.a edición de la Tercera División B de Chile. 
| Equipos               | Ciudad          | Región        |
| --------------------- | --------------- | ------------- |
| CEFF Copiapó          | Copiapó         | Atacama       |
| Bernardo O'Higgins    | Tierra Amarilla | Atacama       |
| Provincial Ovalle     | Ovalle          | Coquimbo      |
| Academia Fútbol Joven | Quilicura       | Metropolitana |
| Campos de Batalla     | Maipú           | Metropolitana |
| Deportes Pirque       | Pirque          | Metropolitana |
| Deportivo Hirmas      | Renca           | Metropolitana |
| Deportivo La Granja   | La Granja       | Metropolitana |
| Municipal Santiago    | Santiago        | Metropolitana |
| Real Maipú            | Maipú           | Metropolitana |
| Villa Ríos            | Independencia   | Metropolitana |
| Buenos Aires          | Parral          | Maule         |
| Deportes Penco        | Penco           | Biobío        |
| Fe Boca Sur           | San Pedro       | Biobío        |

     Postulación Aceptada
     Aceptado, pero después descarto participación.
     Postulación Rechazada

## Relevos
| Pos. | Descendidos a la 3ª División B 2016 |
| ---- | ----------------------------------- |
| 14º  | Unión Casablanca                    |
| 15º  | Provincial Marga Marga              |

| Pos. | Ascendidos a la 3.ª División B 2016 |
| ---- | ----------------------------------- |
| -    | Academia Futbol Joven               |
| -    | Provincial Ovalle                   |
| -    | Buenos Aires                        |
| -    | Campos de Batalla                   |
| -    | Real Maipú                          |
| -    | Deportivo Hirmas                    |
| -    | Deportes Pirque                     |
| -    | Deportivo La Granja                 |
| -    | Municipal Santiago                  |

| Pos. | Descendidos a sus Asociaciones Locales |
| ---- | -------------------------------------- |
| 12º  | El Olam (Zona Norte)                   |
| 12º  | Juventud Puente Alto (Zona Sur)        |

| Pos. | Ascendidos a la 3.ª División A 2016 |
| ---- | ----------------------------------- |
| 1°   | Deportes Recoleta                   |
| 2°   | Provincial Osorno                   |

| Pos. | Retirados de la competencia                      |
| ---- | ------------------------------------------------ |
| -    | Deportes Tocopilla                               |
| -    | Gendarmería de Chile                             |
| -    | Incas del Sur                                    |
| -    | Villa Ríos (No alcanzó a debutar en la división) |

## Información
| Equipo                 | Entrenador            | Estadio                              | Capacidad    | Marca                 | Patrocinador                |
| Centro-Norte           | Centro-Norte          | Centro-Norte                         | Centro-Norte | Centro-Norte          | Centro-Norte                |
| ---------------------- | --------------------- | ------------------------------------ | ------------ | --------------------- | --------------------------- |
| Academia FJ Quilicura  | Francisco Carrillo    | Municipal de Quilicura               | 500          | PSport                |                             |
| Brujas de Salamanca    | Manuel Rodríguez Vega | Municipal de Salamanca               | 3.000        | Dalponte              | CORDEP Salamanca            |
| Campos de Batalla      | Jorge Morales         | Santiago Bueras                      | 4.000        | Four                  |                             |
| Cultural Maipú         | Fernando Medina       | Benito Juárez                        | 4.000        | Four                  | Prymave                     |
| Curacaví FC            | Francisco Arce        | Olímpico Cuyuncaví                   | 1.500        | PSport                | Atevil                      |
| Escuela de Macul       | Óscar Caballero       | Complejo Deportivo Santa Julia N.º 2 | 200          | Dalponte              | Municipalidad de Macul      |
| Ferro Lampa            | Raúl Rebolledo        | Municipal de Lampa                   | 1.500        |                       | Municipalidad de Lampa      |
| Provincial Marga Marga | Ricardo González      | Municipal Villa Olímpica             | 1.500        |                       |                             |
| Provincial Ovalle      | Ramón Contreras       | Municipal de Punitaqui               | 829          | Uhlsport              | Cablecolor                  |
| Pudahuel Barrancas     | Cristián Donoso       | Modelo                               | 1.500        | Macron                |                             |
| Quintero Unido         | Juan Pinnola          | Raúl Vargas Verdejo                  | 2.000        | Nike                  | XXImo                       |
| Unión Casablanca       | Rodrigo Bendeck       | Municipal Arturo Echazarreta         | 1.672        | Training Professional | Municipalidad de Casablanca |
| Unión Compañías        | José Ilabaca          | Complejo Juan Soldado                | 2.500        | Ovación               | Guzmán                      |
| Centro-Sur             |                       |                                      |              |                       |                             |
| Brisas del Maipo       | Marco Gutiérrez       | Complejo Deportivo Santa Julia N.º 2 | 200          | Training Professional | Diario La Cuarta            |
| Buenos Aires           | Néstor Zanatta        | Nelson Valenzuela Rojas              | 2.000        | Masitri               | Riego Chile                 |
| Deportes Pirque        | Rigoberto Villarroel  | Municipal de Puente Alto             | 3.000        | Four                  |                             |
| Deportes Tomé          | Raúl Aguilera         | Juan Rogelio Núñez                   | 1.000        | N'Sport               | Corpus Producciones         |
| Deportivo Hirmas       | Óscar Yévenes         | Municipal de Renca                   | 1.000        | LujosSport            |                             |
| Deportivo La Granja    | Miguel Ángel Neira    | San Gregorio                         | 360          | Mitre                 |                             |
| Enfoque                | Héctor Irrázabal      | Guillermo Saavedra                   | 2.000        | Dalponte              | Constructora Andes          |
| Ferroviarios           | Máximo Romero         | Población Los Nogales                | 336          | Training              | Pullman Bus                 |
| Jireh FC               | Óscar Rojas           | Complejo Deportivo Santa Julia N.º 2 | 200          | Mitre                 |                             |
| Luis Matte Larraín     | Carlos Ramos          | Municipal de Puente Alto             | 3.000        | Rowsport              | Bar Mourgues                |
| Municipal Santiago     | Freddy Ferragut       | Militar                              | 500          | Four                  |                             |
| Real Maipú             | Orlando Valenzuela    | Santiago Bueras                      | 4.000        | Alameda Scratch       |                             |
| San Bernardo Unido     | Miguel Castillo       | Municipal de San Bernardo            | 3.500        | Four                  |                             |

## Fase I

### Zona Centro-Norte
Fecha de actualización: 22 de octubre de 2016
| Pos. | Equipos                 | PTS | PJ | PG | PE | PP | GF | GC | DIF | REND. |
| ---- | ----------------------- | --- | -- | -- | -- | -- | -- | -- | --- | ----- |
| 1°   | Provincial Ovalle       | 55  | 24 | 17 | 4  | 3  | 70 | 15 | +55 | 76,4% |
| 2°   | Brujas de Salamanca     | 54  | 24 | 16 | 6  | 2  | 65 | 20 | +45 | 75%   |
| 3°   | Escuela de Fútbol Macul | 51  | 24 | 16 | 3  | 5  | 72 | 28 | +44 | 70,8% |
| 4°   | Unión Compañías         | 45  | 24 | 13 | 6  | 5  | 52 | 31 | +21 | 62,5% |
| 5°   | Curacaví FC             | 45  | 24 | 13 | 6  | 5  | 50 | 30 | +20 | 62,5% |
| 6°   | Cultural Maipú          | 38  | 24 | 12 | 2  | 10 | 42 | 47 | -5  | 52,8% |
| 7°   | Pudahuel Barrancas      | 37  | 24 | 11 | 4  | 9  | 51 | 45 | +6  | 51,4% |
| 8°   | Unión Casablanca        | 28  | 24 | 9  | 1  | 14 | 35 | 36 | -1  | 38,9% |
| 9°   | Quintero Unido          | 26  | 24 | 8  | 2  | 14 | 40 | 51 | -11 | 36,1% |
| 10°  | Academia Fútbol Joven   | 20  | 24 | 6  | 2  | 16 | 37 | 77 | -40 | 27,8% |
| 11°  | Provincial Marga Marga  | 18  | 24 | 5  | 3  | 16 | 20 | 60 | -40 | 25%   |
| 12°  | Ferro Lampa             | 16  | 24 | 3  | 7  | 14 | 26 | 70 | -44 | 26,4% |
| 13°  | Campos de Batalla       | 10  | 24 | 2  | 4  | 18 | 22 | 75 | -53 | 13,9% |

     Clasificados a la Liguilla Final de Ascenso.
     Zona de descenso. El club que finalice en esta posición es bajado a su Asociación de Origen.

### Zona Centro-Sur
Fecha de actualización: 22 de octubre de 2016
| Pos. | Equipos             | PTS | PJ | PG | PE | PP | GF | GC | DIF | REND. |
| ---- | ------------------- | --- | -- | -- | -- | -- | -- | -- | --- | ----- |
| 1°   | Municipal Santiago  | 61  | 24 | 20 | 1  | 3  | 92 | 36 | +56 | 84,7% |
| 2°   | Ferroviarios        | 50  | 24 | 15 | 5  | 4  | 59 | 34 | +25 | 69,4% |
| 3°   | Deportes Tomé       | 46  | 24 | 14 | 4  | 6  | 50 | 27 | +23 | 63,9% |
| 4°   | San Bernardo Unido  | 46  | 24 | 14 | 4  | 6  | 53 | 42 | +11 | 63,9% |
| 5°   | Buenos Aires        | 45  | 24 | 14 | 3  | 7  | 52 | 37 | +15 | 62,5% |
| 6°   | Deportivo La Granja | 35  | 24 | 10 | 5  | 9  | 61 | 57 | +4  | 48,6% |
| 7°   | Real Maipú          | 35  | 24 | 9  | 8  | 7  | 50 | 55 | -5  | 48,6% |
| 8°   | Brisas del Maipo    | 34  | 24 | 10 | 4  | 10 | 51 | 45 | +6  | 47,2% |
| 9.º  | Deportes Pirque     | 27  | 24 | 7  | 6  | 11 | 40 | 48 | -8  | 37,5% |
| 10°  | Enfoque             | 23  | 24 | 5  | 9  | 10 | 23 | 41 | -18 | 31,9% |
| 11°  | Jireh FC            | 16  | 24 | 5  | 1  | 18 | 36 | 62 | -26 | 22,2% |
| 12°  | Luis Matte Larraín  | 12  | 24 | 2  | 6  | 16 | 27 | 63 | -36 | 16,7% |
| 13°  | Deportivo Hirmas    | 9   | 24 | 2  | 3  | 19 | 35 | 82 | -47 | 12,5% |

     Clasificados a la Liguilla Final de Ascenso.
     Zona de descenso. El club que finalice en esta posición es bajado a su Asociación de Origen.

## Fase II
Fecha de actualización: 7 de diciembre de 2016
| Pos. | Equipos                 | PTS | PJ | PG | PE | PP | GF | GC | DIF | REND. |
| --- | ----------------------- | --- | -- | -- | -- | -- | -- | -- | --- | ----- |
| 1º | Provincial Ovalle       | 25  | 10 | 7  | 1  | 2  | 23 | 8  | +15 | 76,7% |
| 2° | Brujas de Salamanca     | 25  | 10 | 7  | 2  | 1  | 27 | 14 | +13 | 76,7% |
| 3º | Municipal Santiago      | 20  | 10 | 5  | 2  | 3  | 25 | 18 | +7  | 56,7% |
| 4° | Escuela de Fútbol Macul | 13  | 10 | 4  | 0  | 6  | 14 | 17 | -3  | 40%   |
| 5° | Ferroviarios            | 13  | 10 | 3  | 2  | 5  | 15 | 26 | -11 | 36,7% |
| 6º | Deportes Tomé*          | 2   | 10 | 0  | 1  | 9  | 10 | 31 | -21 | 3,3%  |
| *: Perdió los 3 puntos obtenidos ante Macul (1-2) debido a desacato de su DT. El partido lo gana el rival 1-0. |                         |     |    |    |    |    |    |    |     |       |

     Campeón. Asciende a la Tercera División A 2017.

     Subcampeón. Asciende a la Tercera División A 2017.

## Goleadores
| Jugador            | Equipo              | Goles |
| ------------------ | ------------------- | ----- |
| Guillermo Huerta   | Brujas de Salamanca | 32    |
| Felipe Molina      | Municipal Santiago  | 28    |
| Felipe Pezoa       | Escuela Macul       | 26    |
| Jorge Plaza        | Deportivo Hirmas    | 24    |
| Diego Delgado      | Brisas del Maipo    | 19    |
| Rodrigo Rojas      | Provincial Ovalle   | 19    |
| Diego González     | Deportivo La Granja | 18    |
| Sebastián Jorquera | Municipal Santiago  | 18    |
| David Guzmán       | Real Maipú          | 18    |
| Sergio Flores      | Escuela Macul       | 16    |